# Brian Murray (Politiker)
Sir Brian Stewart  Murray (* 26. Dezember 1921 in Melbourne, Australien; † 4. Juni 1991 in Murrumbateman, Bundesstaat New South Wales) war ein australischer Konteradmiral und Gouverneur von Victoria.

## Leben
Murray trat 1939 in die Royal Australian Navy ein. Er nahm von 1952 bis 1953 am Koreakrieg teil. Von 1968 bis 1970 war er Militärattaché in Tokio. Den Höhepunkt seiner militärischen Laufbahn bildete die Berufung zum stellvertretender Oberbefehlshaber der Navy (Deputy Chief of Navy) in den Jahren 1975–78.
1982 wurde er vom liberalen Premierminister Lindsay Thompson zum Gouverneur von Victoria vorgeschlagen. Während seiner Amtszeit mied er öffentliche Feierlichkeiten. Unmut löste sein Fernbleiben bei der Eröffnung des Victorian Arts Centre in Melbourne im Jahre 1983 aus, als sich herausstellte, dass er stattdessen ein Weingut besucht hatte. 1985 musste er zurücktreten, nachdem bekannt geworden war, dass er auf Kosten von Continental Airlines eine Reise in die USA unternommen hatte. Murray ließ sich im Folgenden auf einem Weingut in Murrumbateman in der Nähe von Canberra nieder. Nach seinem Tod 1991 erhielt er ein Staatsbegräbnis.

## Auszeichnungen
- Knight Commander of the Order of St. Michael and St. George
- Officer of the Order of Australia